# Dragon Tales
Dragon Tales, também conhecido como Historinhas de Dragões no Brasil e No País dos Dragões em Portugal, é uma série de desenho animado estadunidense-canadense, criada por Ron Rondecker e Jim Coane e produzida pela Nelvana, Sesame Workshop, Sony Pictures Television, Decode Entertainment e Nickelodeon Productions, e também distribuída pela FremantleMedia Enterprises, nos Estados Unidos exibida pela PBS e Nickelodeon para o canal Nick Jr., no dia 6 de setembro de 1999, e no Canadá transmitido pela Treehouse TV no dia 20 de setembro de 1999. A série conta as aventuras de duas crianças Max e Emília que através de uma escama mágica são capazes de se teletransportarem para a Terra dos Dragões, um lugar mágico onde dragões existem.
No Brasil, a série começou a ser exibida pelo Canal Futura em 2000, e posteriormente pelo Cartoon Network, mais tarde reprisada pela Discovery Kids por alguns anos. Em Portugal, a série foi transmitida em 2002 pela RTP1 e RTP2 no espaço CMM - Canal Meninas e Meninos.

## Origens
Dragon Tales é baseada em personagens criados em 1978 pelo artista e educador Ron Rodecker, de Laguna Beach, Califórnia. Rodecker estava se recuperando de uma cirurgia de Revascularização do miocárdio quando começou a desenhar dragões como um meio de simbolizar forças na vida que eram grandes demais para serem controladas. Em 1995, Jim Coane, um produtor da Columbia TriStar Television encontrou os esboços e decidiu adaptá-los para uma série de animação com vários escritores. O projeto foi considerado um empreendimento arriscado, pois não era baseado em uma franquia conhecida como muitos programas infantis de televisão, como Arthur ou Paddington Bear. A série foi imediatamente enviada para estações membros da PSB por sugestão da mesma, todas foram aprovadas na época. Em outubro de 1995, Coane conheceu Marjorie Kalins vice-presidente sênior de programação e produção Children's Television Workshop, e mostrou-lhe a ideia da série. Kalins, que adorou a ideia, trouxe a série para a Children's Television Workshop que fechou parceria com a Columbia TriStar Television group. Kalins, ajudou ele a obter uma doação de US$ 8,5 milhões do Departamento da Educação e da Corporation  for Public Broadcasting. Coane afirmou que nunca houve qualquer consideração em tentar comprar o programa para uma rede de transmissão comercial e que a PSB era, em sua opinião, o único destino para o programa. Como a Columbia Tistar era a divisão de dois grandes estúdios de cinema de Hollywood, que por sua vez são propriedade da Sony Pictures Entertainment do conglomerado multinacional Japonês Sony, Dragon Tales tornou-se um dos poucos programas da PSB KIDS e Sprout a ser co-produzido pela subsidiária de TV de um grande estúdio de Hollywood, os outros programas da PSB foram Bill Nye the Science Guy (feito pela Walt Disney Television) e Curious George (produzida pela Universal Television). Em 2002 a CTTV foi renomeada pela Sony Pictures Television, empresa que co-produzia a terceira temporada do programa.  

## Enredo

### 1ª e 2ª temporada
Nas duas primeiras temporadas são mostradas as aventuras de Max e Emília com os dragões Ord, Cacau, Zak e Zica pela Terra dos Dragões. No primeiro episódio é mostrado a primeira visita de Max e Emília para a Terra dos Dragões após se mudarem a uma nova casa e encontrarem uma escama mágica que os levam pra a Terra dos Dragões onde se tornam amigos dos dragões. Max se torna o melhor amigo de Ord e Emília a melhor amiga de Cacau, enquanto também conhecem o dragão de duas cabeça Zak e Zica.
Após isso vários outros personagens são introduzidos pelas temporadas como o professor dragão Quetzal, a árvore falante Sid, o gigante Mungus, o dragão gigante, o pirata Capitão Simpatia, os irmãos de Cacau, entre vários outros personagens. A cada episódio um dos dragões sempre passam por um desafio de infância e quando superam recebem um brilho de seu medalhão ao final.

### 3ª temporada
Na terceira temporada é introduzido na turma o jovem Enrique, um menino com sotaque espanhol que se torna amigo de Max e Emília e mais tarde dos dragões passando a acompanhá-los também pela Terra dos Dragões em aventuras se tornando o melhor amigo de Zak e Zica que antes não carregavam ninguém como Ord e Cacau. Vários novos lugares e personagens são introduzidos nesta temporada como a estrela Celeste, além da despedida de uma das irmãs de Cacau.

## Personagens
A série Dragon Tales contém uma quantidade extensiva de personagens. Os personagens principais são os irmãos Max e Emília que são capazes de se teletransportarem para a Terra dos Dragões apenas usando a escama mágica de seu quarto. Além deles existem outros protagonistas como o enorme dragão Ord, a jovem dragão Cacau e os dragões de duas cabeças Zak e Zica que são irmãos e músicos. Os três estudam juntos numa escola de dragões conhecida como a Escola no Céu da qual trabalha o professor dragão Quetzal que sempre os ensina valores de aprendizagem.
Ord é o melhor amigo de Max, enquanto que Cacau é a melhor amiga de Emília tanto que eles os carregam em suas costas pela Terra dos Dragões. Posteriormente entra na turma Enrique, um garoto que passa a ser amigo de Zak e Zica. Além disso existem inúmeros outros personagens recorrentes no desenho como o gigante Mungus, a árvore falante Sid, a unicórnio Eunice, os irmãos de Cacau, Kiki e Finn, entre outros.

## Lugares da Terra dos Dragões
- Desfiladeiro colorido: é um lugar cheiro de cores e pedras coloridas onde aparecem bichos de acordo com a cor e formas deliciosas conforme diz Ord
- Floresta Dente de Leão: é um lugar com grandes árvores de dente de leão que rugem se você invadir o espaço, Ord é alergico a essas flores
- Fonte musical: é uma fonte mágica que toca alegres canções para os dragões
- Floresta da Escuridão: é uma floresta muito escura e que no meio dela existe uma árvore de estrelas semente e que se um dragão pega uma pode se realizar um desejo
- Montanhas Três Irmãs ou Pico Gelado: é um lugar que neva sempre seja primavera ou seja verão está sempre nevando por lá
- Caverna dos Cristais: é uma caverna cheia de cristais coloridos e também existe uma fonte dentro dela que limpa tudo que é impossível de limpar e o objeto fica novo
- Ilha de Algodão: é um parque que fica nas nuvens e tem vários brinquedos
- Lagoa do Dragão: e uma lagoa cheia de peixes e bichos bem estranhos

## Elenco
| Personagem          | Voz Original   | Dublador Brasileiro | Dubladores Portugueses |
| ------------------- | -------------- | ------------------- | ---------------------- |
| Emilia              | Andrea Libman  | Lina Mendes         | Sandra de Castro       |
| Max                 | Danny McKinnon | Caio César          | Rita Mendes            |
| Enrique             | Aida Ortega    | Charles Emmanuel    | Romeu Vala             |
| Ord                 | Ty Olsson      | Jorge Destez        | Pedro Giestas          |
| Cacau               | Chantal Strand | Flávia Saddy        | Patrícia Bull          |
| Zak                 | Jason Michas   | Marcelo Garcia      | Carlos Rodrigues       |
| Zica                | Kathleen Barr  | Aline Ghezzi        | Ana Vieira             |
| Quetzal             | Eli Gabay      | Mauro Ramos         | José Jorge Duarte      |
| Lorka               | Lenore Zann    | José Leonardo       | Carla de Sá            |
| Narrador            | N/A            | Marco Ribeiro       | Miguel Ângelo          |
| Pai de Emília e Max | ????           | Marco Ribeiro       | Miguel Ângelo          |

- Estúdio Brasileiro: Audionews
- Produtor Brasileiro: Herbert Richers
- Estúdio Portuguesa: On Air
- Produtor Portuguesa: Raul Barbosa

## Jogos
- Dragon Tales: Dragon Wings (29 de novembro de 2000) – Gameboy Color
- Dragon Tales: Dragonseek (15 de novembro de 2001) - Playstation 1
- Dragon Tales: Dragon Adventures (2004) – Gameboy Advance

## Curiosidades
- No filme Click é possível ver cenas de Historinhas de Dragões sendo exibidas na televisão da família.
- Já foram vendidos brinquedos de pelúcia da série produzidos pela Hasbro nos Estados Unidos, mas ele nunca chegaram a serem comercializados em outros países.
- Em 2006 com o término da série foi feita uma peça de teatro de Historinhas de Dragões nos Estados Unidos, onde os dragões eram pessoas fantasiadas de bonecos e as crianças eram atores normais.
- Em alguns episódios de Sesame Street (versão americana de Vila Sésamo) é possível ver os personagens fazendo referências a série. Inclusive em um dos episódios Ord faz um cameo com Ênio.